# Eknomiaster beccae
Eknomiaster beccae är en sjöstjärneart som beskrevs av Mah 2007. Eknomiaster beccae ingår i släktet Eknomiaster och familjen ledsjöstjärnor. Inga underarter finns listade i Catalogue of Life.